# RealSports Baseball
RealSports Baseball is een sportspel uit 1982, ontwikkeld door Atari. Het spel is ontwikkeld door Joseph Tung en is verschenen op de Atari 2600, Atari 5200 en de Atari 7800. RealSports Baseball is gebaseerd op Home Run, het eerste honkbalspel van Atari.
De honkbalsimulatie kan met twee spelers worden gespeeld, maar kan ook door een speler tegen de computer worden gespeeld.